# Фелдкирхен-Вестерхам
Фелдкирхен-Вестерхам (њем. Feldkirchen-Westerham) општина је у њемачкој савезној држави Баварска. Једно је од 46 општинских средишта округа Розенхајм. Према процјени из 2010. у општини је живјело 10.183 становника. Посједује регионалну шифру (AGS) 9187130.

## Географски и демографски подаци
Фелдкирхен-Вестерхам се налази у савезној држави Баварска у округу Розенхајм. Општина се налази на надморској висини од 551 метра. Површина општине износи 53,3 km². У самом мјесту је, према процјени из 2010. године, живјело 10.183 становника. Просјечна густина становништва износи 191 становника/km².

## Међународна сарадња
| Мјесто    | Држава    | Врста сарадње | Од    |
| --------- | --------- | ------------- | ----- |
| Јенезијен | Италија   | партнерство   | 1990. |
|           | Француска | партнерство   | 1984. |
| Извор     |           |               |       |